# نظريات التخطيط الحضري

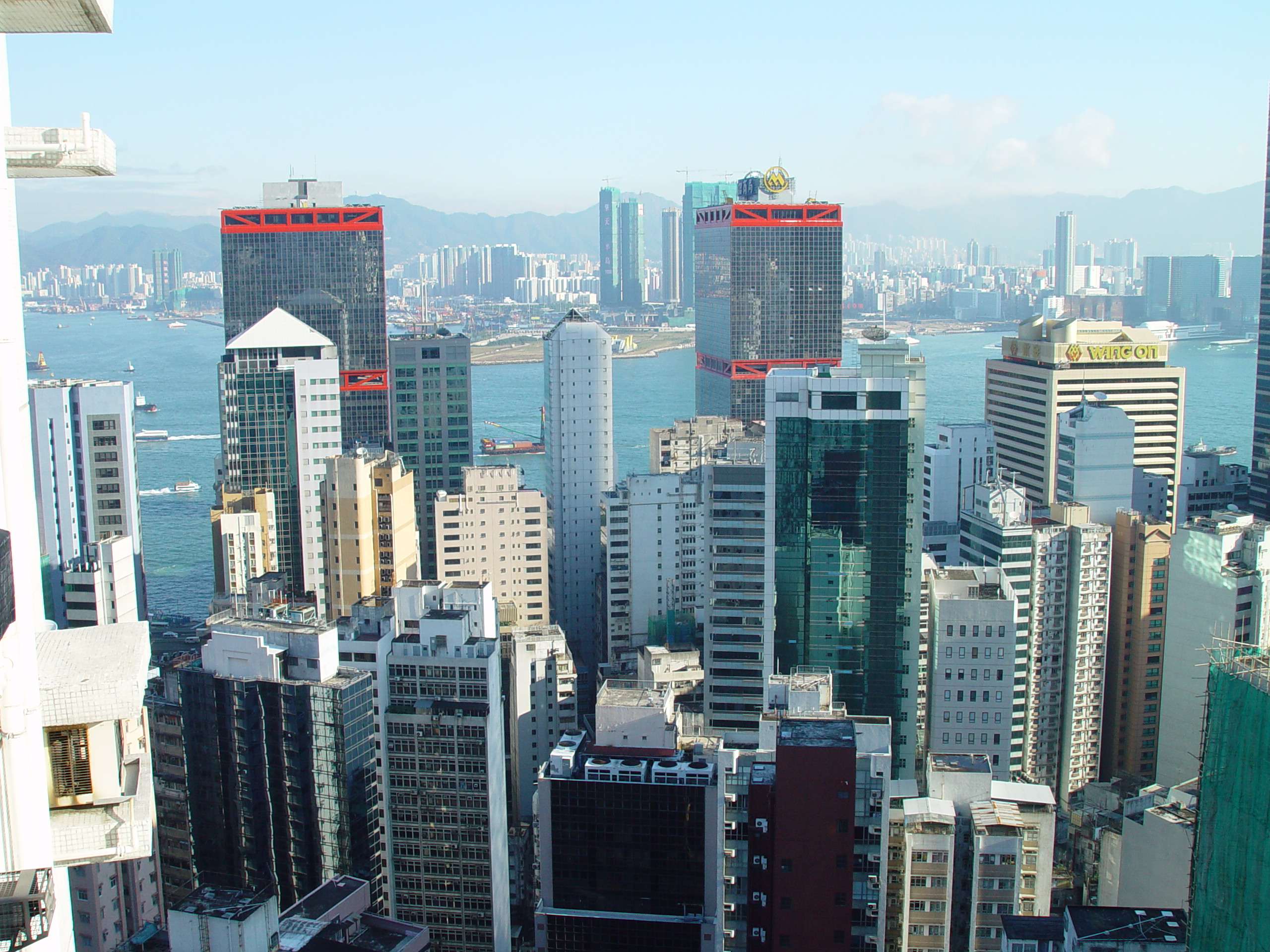
تصميم حضري لمستوطنات، من أصغر المدن إلى أكبر المدن. تظهر هنا هونغ كونغ من المنطقة الغربية المطلة على كولون، عبر ميناء فيكتوريا.

نظرية التخطيط هي مجموعة المفاهيم العلمية والتعاريف والعلاقات السلوكية والافتراضات التي تحدد جسد المعرفة الخاص بالتخطيط الحضري. هناك ثمانية نظريات إجرائية للتخطيط تبقى النظريات الرئيسية لإجراءات التخطيط اليوم: النهج الشامل العقلاني، والنهج التدريجي، والنهج الانتقالي، والنهج التواصلي، ونهج الدعوة، ونهج الإنصاف، والنهج الراديكالي، والإنساني أو نهج الظواهر.

## الخلفية
تكمن أصول التخطيط الحضري الحديثة في حركة الإصلاح الحضري التي ظهرت كرد فعل ضد اضطراب المدينة الصناعية في منتصف القرن التاسع عشر. ويوجد التخطيط الحضري بأشكال مختلفة ويتناول العديد من القضايا المختلفة. ويمكن أن يشمل التخطيط الحضري التجديد الحضري، من خلال تكييف أساليب التخطيط الحضري مع المدن الحالية التي تعاني من التراجع. وبدلا من ذلك، يمكن أن يتعلق الأمر بالتحديات الضخمة المرتبطة بالنمو الحضري، ولا سيما في العالم الثالث.
في أواخر القرن العشرين، أصبح مصطلح التنمية المستدامة يمثل نتيجة مثالية في مجموع كل أهداف التخطيط.

## تخطيط المخططات
بعد صعود التجريبية خلال الثورة الصناعية، أكدت حركة التخطيط العقلاني (1890-1960) على تحسين البيئة المبنية على أساس العوامل المكانية الرئيسية. ومن أمثلة هذه العوامل: التعرض لأشعة الشمس المباشرة، وحركة المركبات، والوحدات السكنية الموحدة، والقرب من الفضاء الأخضر. ولتحديد وتصميم هذه العوامل المكانية، اعتمد التخطيط الرشيد على مجموعة صغيرة من الفنيين ذوي التخصص العالي، بمن فيهم المعماريون والمهندسون ومهندسو التصميم الحضري. وهناك مجموعات أخرى أقل شيوعا، وإن كانت مع ذلك، تضم مسؤولين حكوميين، ومطورين خاصين، ومهندسين معماريين. من خلال الاستراتيجيات المرتبطة بهذه المهن، وضعت حركة التخطيط العقلاني مجموعة من التقنيات للتقييم الكمي، والنمذجة التنبؤية، والتصميم. ونظرا للمستوى العالي من التدريب المطلوب لفهم هذه الأساليب، فإن التخطيط العقلاني لا يوفر سبيلا للمشاركة العامة. في كل من النظرية والتطبيق، دفع هذا القصور التخطيط العقلاني لمطالبات النخبوية وعدم الحساسية الاجتماعية.
على الرغم من أنه يمكن اعتباره امتدادا لهذا النوع من البراغماتية المدنية التي تظهر في خطة أوجليثورب للسافانا أو خطة وليام بن لفيلادلفيا، فإن جذور حركة التخطيط العقلاني تكمن في الحركة الصحية البريطانية (1800-1890). وخلال هذه الفترة، دافع دعاة مثل تشارلز بوث وإيبينزر هوارد عن حلول مركزية منظمة من أعلى إلى أسفل لمشاكل المدن الصناعية. وتماشيا مع تزايد قوة الصناعة، شمل مصدر سلطة التخطيط في الحركة الصحية المكاتب الحكومية التقليدية والشركات الإنمائية الخاصة. وفي لندن وضواحيها، أنشأ التعاون بين هذين الكيانين شبكة من المجتمعات الجديدة تتجمع حول نظام السكك الحديدية الآخذ في التوسع. اثنين من أفضل الأمثلة على هذه المجتمعات هي ليتشوورث في هيرتفوردشاير وضاحية حديقة هامبستيد في لندن الكبرى. في كلا المجتمعين، المهندسان المعماريان ريمون أونوين وريتشارد باري باركر ضربا مثالا عن النخبة، النهج من أعلى إلى أسفل ارتبط بحركة التخطيط العقلاني عن طريق استخدام عملية التخطيط لإنشاء طراز ونمط موحد للعمارة والمناظر الطبيعية مبنية على شكل قرية مثالية من العصور الوسطى.
من بريطانيا، انتشرت حركة التخطيط العقلاني إلى جميع أنحاء العالم. في المناطق التي تمر بمرحلة التصنيع نفسها، التأثيرات البريطانية اتحدت مع الحركات المحلية لخلق تفسيرات فريدة من نوعها لعملية التخطيط العقلاني. في باريس، اعتمد المهندس المعماري لو كوربوزييه النهج المركزي للتخطيط العقلاني، وأضاف إليه التفاني في التقييم الكمي والحب للسيارات. هذان العاملان أسفرا معا عن جمالية التخطيط المؤثر المعروفة باسم «برج في الحديقة». وفي الولايات المتحدة، حدد فرانك لويد رايت حركة المركبات كمقياس رئيسي للتخطيط. ومع ذلك، بينما أكد لو كوربوزييه التصميم من خلال التقييم الكمي للعمليات المكانية، حدد رايت رؤى الفنيين العامين المحليين كمعايير التصميم الرئيسية. تقدم مدينة رايت (بروداكر سيتي) تعبيرا حيا عن ما قد يبدو عليه هذا المشهد.
في كل من الولايات المتحدة وأوروبا، تراجعت حركة التخطيط العقلاني في النصف الأخير من القرن العشرين. وكانت قوة الحركة سبب في تراجعها أيضا. من خلال التركيز كثيرا على التصميم من قبل النخب التقنية، فقد التخطيط العقلاني اتصال مع الجمهور الذي يأمل في خدمته. وتشمل الأحداث الرئيسية لهذا التراجع في الولايات المتحدة هدم مشروع الإسكان (برويت - إيغو) في سانت لويس والردود المحلية ضد مشاريع التجديد الحضري، ولا سيما مشاريع الطرق السريعة الحضرية.

## التخطيط الشامل
بعد «سقوط» تخطيط المخططات في أواخر الخمسينيات وأوائل الستينيات، بدأ النموذج الشامل في الظهور كقوة مهيمنة في التخطيط. يصف لين (2005) التخطيط الشامل بأنه يحتوي على أربعة عناصر مركزية:
«(1) تركيز قوي على تحديد الأهداف والغايات؛ (2) التركيز على التحليل الكمي والتنبؤ بالبيئة؛ (3) الاهتمام بتحديد وتقييم خيارات السياسات البديلة؛ (4) تقييم الوسائل ضد الغايات (صفحة 289)».
تم إدخال المشاركة العامة لأول مرة في هذا النموذج وتم دمجها عموما في عملية النظام الموصوفة أعلاه. ومع ذلك، فإن المشكلة هي أن فكرة المصلحة العامة الوحيدة لا تزال تسيطر على المواقف، مما يقلل من أهمية المشاركة بشكل فعال لأنه يقترح فكرة أن من السهل نسبيا العثور على المصلحة العامة ولا يتطلب سوى أدنى قدر ممكن من أشكال المشاركة.
تخطيط المخططات والتخطيط الشامل كليهما يقوم بتوظيف ما يسمى بالنموذج العقلاني للتخطيط. وربما كان النموذج العقلاني هو النموذج الأكثر قبولا على نطاق واسع بين العاملين في مجال التخطيط والعلماء، ويعتبره الكثير وجهة النظر الأرثوذكسية في التخطيط. وكما يوحي اسمه بوضوح، أن الهدف من النموذج العقلاني هو جعل التخطيط عقلانيا ومنهجيا قدر الإمكان. ويأتي أنصار هذا النموذج عموما بقائمة من الخطوات التي يمكن على الأقل فرزها نسبيا بدقة وأنه ينبغي لممارسي التخطيط أن يمروا بها من أجل وضع خطة للتخطيط في أي مجال تقريبا. وكما ذكر أعلاه، فإن لهذا النموذج آثارا واضحة على مشاركة الجمهور في اتخاذ القرارات المتعلقة بالتخطيط.

## التخطيط التشاركي

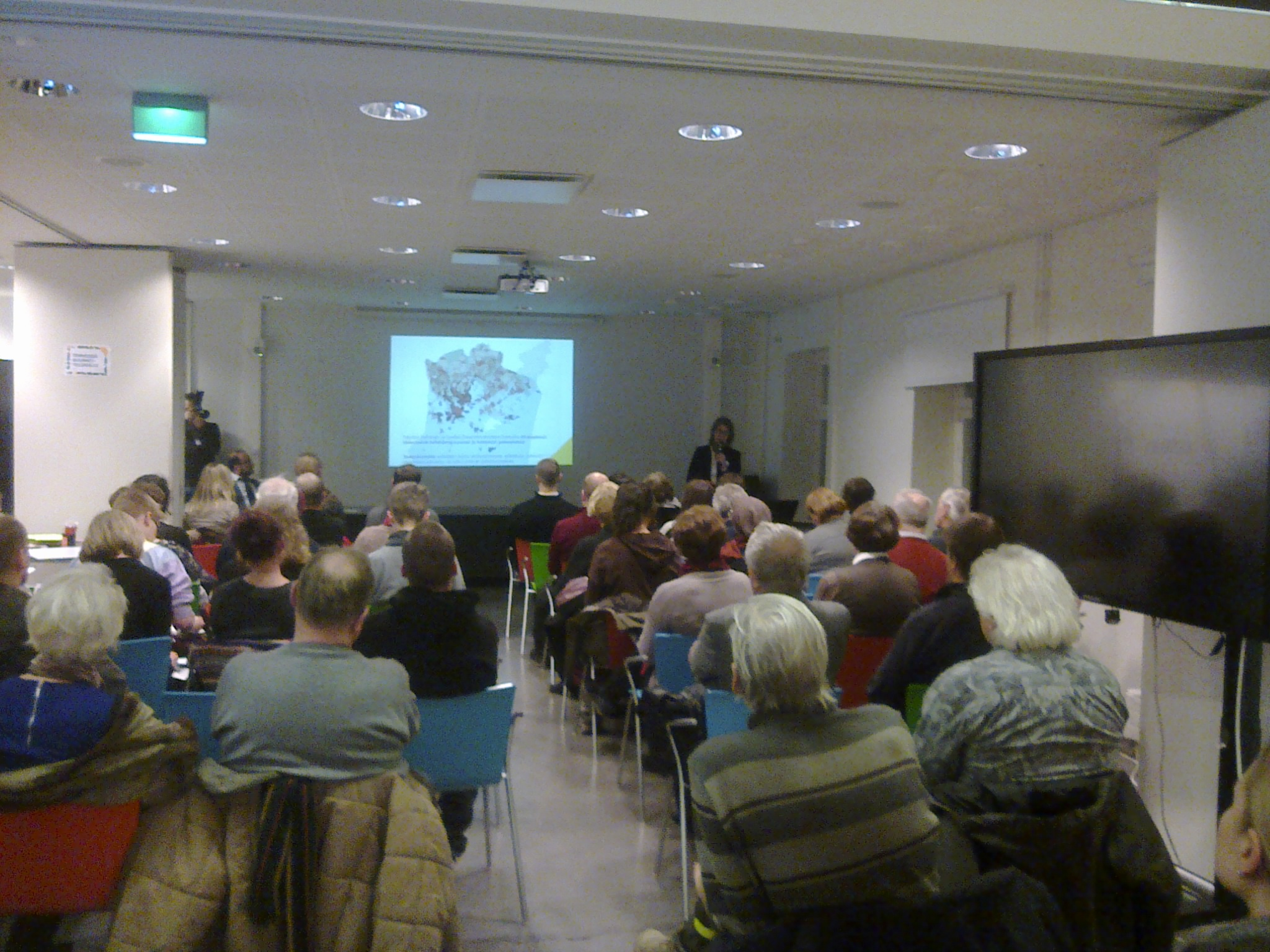
حدث استشارة عامة حول التخطيط الحضري في هلسنكي.

التخطيط التشاركي هو نموذج للتخطيط الحضري يركز على إشراك المجتمع بأسره في العمليات الإستراتيجية والإدارية للتخطيط الحضري؛ أو عمليات التخطيط على مستوى المجتمع المحلي، الحضرية أو الريفية. وكثيرا ما يعتبر ذلك جزءا من التنمية المجتمعية. ويهدف التخطيط التشاركي إلى تنسيق وجهات النظر بين جميع المشاركين فيه، فضلا عن منع الصراع بين الأطراف المتعارضة. وبالإضافة إلى ذلك، تتاح للفئات المهمشة فرصة للمشاركة في عملية التخطيط.

## التدرج
بدءا من أواخر الخمسينيات وأوائل الستينيات، بدأت انتقادات النموذج العقلاني في الظهور وتشكلت في عدة مدارس مختلفة من فكر التخطيط. أول هذه المدارس هي تدرج ليندبلوم. ويصف ليندبلوم التخطيط بأنه «متخبط» ويعتقد أن التخطيط العملي يتطلب اتخاذ القرارات بشكل متدرج. ويعني هذا النهج التدريجي الاختيار من بين عدد صغير من نهج السياسات التي لا يمكن أن تترتب عليها سوى عواقب صغيرة، وتكون محددة بشدة من قبل الواقع، وتعدل باستمرار أهداف عملية التخطيط وتستخدم تحليلات وتقييمات متعددة. يشرح لين (2005) آثار المشاركة العامة لهذه الفلسفة. وعلى الرغم من أن هذا المنظور للتخطيط يمكن اعتباره خطوة كبيرة إلى الأمام لأنه يعترف بوجود عدد من «المصالح العامة» ولأنه يوفر مجالا لعملية التخطيط لتكون أقل مركزية وتشمل تضمين لأصوات غير المخططين، فإن الممارسة ستسمح فقط للجمهور بأن يشارك بحد أدنى، يكون أكثر تفاعلا بدلا من الاستباقية.

## نموذج المسح المختلط
نموذج المسح المختلط، الذي وضعه إتزيوني، يأخذ نهجا مماثلا، ولكن مع بعض الاختلافات. اقترح إتزيوني (1968) أن المنظمات تقوم بالتخطيط على مستويين مختلفين: التكتيكي والاستراتيجي. وقال إن المنظمات يمكن أن تحقق ذلك من خلال مسح البيئة من الناحية الأساسية على مستويات متعددة ومن ثم اختيار استراتيجيات وتكتيكات مختلفة لمعالجة ما وجدوا هناك. وفي حين أن نهج ليندبلوم لم يعمل إلا على المستوى الوظيفي، إلا أن نهج المسح المختلط سيسمح لمنظمات التخطيط بالعمل على المستويات الوظيفية والمستويات الكبيرة. وعلى الرغم من ذلك، يوضح لين أن هذا النموذج لا يفعل أكثر من ذلك بكثير في تحسين المشاركة العامة لأن المخطط أو منظمة التخطيط لا تزال في حالة تركيز وبما أن هدفها ليس بالضرورة تحقيق توافق في الآراء أو التوفيق بين وجهات نظر مختلفة حول موضوع معين.
بحلول أواخر الستينيات وأوائل السبعينيات، بدأ المخططون يبحثون عن نُهُج جديدة، كما حدث قبل عقد من الزمن تقريبا، تمت ملاحظة وإدراك أن النماذج الحالية ليست كافية بالضرورة. وكما حدث من قبل، ظهر عدد من النماذج المختلفة. ويشير لين (2005) إلى أنه من المفيد جدا التفكير في هذا النموذج باعتباره ناشئا عن تقليد تخطيط التحول الاجتماعي بدلا من التقاليد الاجتماعية، وبالتالي فإن التركيز يكون (من أسفل إلى أعلى) في الطبيعة أكثر من (الأعلى إلى الأسفل).

## التخطيط الانتقالي
التخطيط الانتقالي كان انقطاعا جذريا عن النماذج السابقة. وبدلا من اعتبار المشاركة العامة طريقة يمكن استخدامها بالإضافة إلى عملية التخطيط التدريبي العادية، كانت المشاركة هدفا محوريا. ولأول مرة، تم تشجيع الجمهور على القيام بدور نشط في عملية وضع السياسات، في حين أخذ المخطط دور موزع المعلومات ومصدر التغذية المرتدة. ويركز التخطيط الانتقالي على الحوار بين الأشخاص الذي يطور الأفكار التي ستتحول إلى عمل. أحد الأهداف الرئيسية هو التعلم المتبادل حيث يحصل المخطط على المزيد من المعلومات عن المجتمع، ويصبح لدى المواطنين ثقافة أوسع حول قضايا التخطيط.

## التخطيط الدعوي
وضع نموذج التخطيط الدعوي في الستينيات من قبل المحامي وباحث التخطيط بول دافيدوف، وأخذ النموذج منظور أن هناك تفاوتات كبيرة في النظام السياسي وفي عملية المساومة بين المجموعات التي تؤدي إلى أعداد كبيرة من الناس غير المنظمين وغير الممثلين في هذه العملية. وهي تهتم بضمان تمثيل جميع الناس على قدم المساواة في عملية التخطيط من خلال الدعوة إلى مصالح المحرومين والسعي إلى إحداث تغيير اجتماعي. ومرة أخرى، فإن المشاركة العامة هي المبدأ الأساسي لهذا النموذج. وتحقيق عدد وافر من المصالح العامة، ودور المخطط في الأساس هو دور الميسر الذي يدافع مباشرة عن المجموعات الممثلة تمثيلا ناقصا أو يشجعها على أن تصبح جزءا من العملية.

## نموذج المساومة
ينظر نموذج المساومة إلى التخطيط على أنه نتيجة للأخذ والعطاء من جانب عدد من المصالح المشتركة في هذه العملية. ويدعي بأن هذه المساومة هي أفضل طريقة لإجراء التخطيط في حدود المؤسسات القانونية والسياسية. الجزء الأكثر إثارة للاهتمام من هذه النظرية من التخطيط هو جعل المشاركة العامة الديناميكية المركزية في عملية صنع القرار. يتم اتخاذ القرارات أولا وقبل كل شيء من قبل الجمهور، والمخطط يلعب دورا أكثر ثانوية.

## نهج التواصل
وقد يكون النهج التواصلي للتخطيط هو الأصعب من ناحية التفسير. ويركز على استخدام التواصل لمساعدة المصالح المختلفة في عملية فهم بعضها البعض. والفكرة هي أن كل فرد سوف يقترب من محادثة مع تجربته الذاتية الخاصة في الاعتبار، وأنه من تلك المحافظة فإن الأهداف المشتركة والاحتمالات سوف تظهر. ومرة أخرى، تلعب المشاركة دورا محوريا في إطار هذا النموذج. ويسعى النموذج إلى إدراج نطاق واسع من الأصوات لتعزيز النقاش والتفاوض الذي من المفترض أن يشكل جوهر الخطة الفعلية. في هذا النموذج، المشاركة هي في الواقع أساسية لحدوث عملية التخطيط. ودون مشاركة المصالح المعنية لن يوجد تخطيط.
عند النظر إلى كل من هذه النماذج يصبح من الواضح أن المشاركة لا تشكل فقط من قبل الجمهور في منطقة معينة أو عن طريق منظمة التخطيط أو المخططين العاملين من أجلها. في الواقع، تتأثر مشاركة الجمهور إلى حد كبير بكيفية تحديد التخطيط، وكيفية تحديد مشاكل التخطيط، وأنواع المعرفة التي يختار المخططون استخدامها، وكيفية تحديد سياق التخطيط. وعلى الرغم من أن البعض قد يجادل بأنه من الصعب جدا إشراك الجمهور من خلال نماذج الانتقال والدعوة والمساومة والتواصل لأن النقل يكون أكثر تقنية من المجالات الأخرى بطرق كثيرة، فمن المهم أن نلاحظ أن النقل قد يكون فريدا من نوعه بين مجالات التخطيط في أن أنظمتها تعتمد على تفاعل عدد من الأفراد والمنظمات.

## العملية
قبل عام 1950، كان التخطيط الحضري نادرا ما يعتبر مهنة فريدة من نوعها في كندا. وكانت هناك، بطبيعة الحال، اختلافات من بلد إلى آخر. على سبيل المثال، تم إنشاء معهد التخطيط البلدي الملكي في المملكة المتحدة كمنظمة مهنية في عام 1914، وأخذ ميثاقا ملكيا في عام 1959. ركز تخطيط المدن على عمليات (من أعلى إلى أسفل) قام المخطط الحضري من خلالها بوضع الخطط. ومن شأن المخطط أن يعرف الهندسة المعمارية، أو المسح، أو الهندسة، ليصل إلى المثل العليا لعملية التخطيط على أساس هذه التخصصات. وهي تعمل عادة لصالح الحكومات الوطنية أو المحلية. واعتبر المخططون الحضريون عموميين، قادرين على دمج عمل تخصصات أخرى في خطة متماسكة لمدن بأكملها أو أجزاء من المدن. وخير مثال على هذا النوع من المخطط هو لويس كيبل وكتابه المدرسي المعياري «مبادئ وممارسات تخطيط المدينة والدولة»، الذي نشر في عام 1951.

### التغييرات في عملية التخطيط
وقد شهد التخطيط العمراني الاستراتيجي خلال العقود الماضية تحولا لدور المخطط الحضري في عملية التخطيط. والمزيد من المواطنين الذين يدعون إلى التخطيط الديمقراطي وعمليات التنمية قد لعبوا دورا كبيرا في السماح للجمهور باتخاذ القرارات الهامة كجزء من عملية التخطيط. ويشارك منظمو المجتمع والأخصائيين الاجتماعيين الآن في التخطيط من المستوى الشعبي. وقد صاغ بول دافيدوف مصطلح التخطيط الدعوي في ورقته المؤثرة عام 1965 «الدعوة والتعددية في التخطيط» التي اعترفت بالطابع السياسي للتخطيط، وحثت المخططين على الاعتراف بأن أفعالهم ليست محايدة من حيث القيمة والأقلية المشجعة والأصوات الممثلة تمثيلا ناقصا لكي تكون جزءا من قرارات التخطيط. وقال بنفينيست إن للمخططين دورا سياسيا يقومون به، وأن عليهم أن ينحوا بعض الحقيقة إلى السلطة إذا ما أريد تنفيذ خططهم.
كما لعب المطورون أدوارا ضخمة في التنمية، وخاصة من خلال تخطيط المشاريع. وكانت العديد من التطورات الأخيرة نتائج المطورين سواء على النطاق الكبير أو الصغير الذين اشتروا الأراضي، وقاموا بتصميم المنطقة وإنشاء التنمية من الصفر. على سبيل المثال، كانت ملبورن دوكلاندس مبادرة كبيرة دفعت من قبل المطورين الخاصين لإعادة تطوير الواجهة البحرية في منطقة سكنية وتجارية عالية.
النظريات الأخيرة للتخطيط الحضري، التي تم تبنيها، على سبيل المثال من قبل سالينغاروس، ترى المدينة باعتبارها نظام متكيف والذي ينمو وفقا لعملية مماثلة لتلك الخاصة بالنباتات. ويقولون إن التخطيط الحضري ينبغي أن يأخذ إشاراته من هذه العمليات الطبيعية. وتدعو هذه النظريات أيضا إلى مشاركة السكان في تصميم البيئة الحضرية، بدلا من مجرد ترك جميع مشاريع التنمية لشركات البناء الكبيرة.
في عملية إنشاء خطة حضرية أو تصميم حضري، الحاملة الممتلئة هو آلية للتنظيم المكاني الذي يتم فيه النظر لشكل المدينة والمكونات الأرضية على حدة. الشكل الحضري، أي المباني، يمثل كمجموع المباني التي يمكن تصميمها من قبل المهندسين المعماريين في المراحل التالية. تم تصميم الأرض الحضرية، المسماة بالمساحات البينية والمناطق المفتوحة، إلى مستوى أعلى من التفصيل. ويعرف نهج ملء-الحاملة بالتصميم الحضري الذي يقوم به الهيكل الحامل الذي يخلق شكل وحجم المساحات، بما في ذلك أحجام المباني المستقبلية التي يتم استخلاصها من قبل تصاميم المهندسين المعماريين. محتويات هيكل الحاملة قد تشمل نمط الشارع، والهندسة المعمارية للمناظر الطبيعية، والمساحات المفتوحة، والممرات المائية، والبنية التحتية الأخرى. قد يحتوي الهيكل المالئ على تقسيم المناطق، وقوانين البناء، وإرشادات الجودة، والوصول إلى الطاقة الشمسية استنادا إلى الحدود والمعايير الشمسية. ويختلف التصميم الحضري (الحاملة الممتلئة) عن التصميم الحضري الشامل، كما هو الحال في المحور الضخم لبرازيليا، الذي تم فيه خلق التصميم الحضري والهندسة المعمارية معا.
في التصميم الحضري أو التخطيط الحضري الخاص بالحاملة الممتلئة، تم تصميم المساحة السلبية للمدينة، بما في ذلك المناظر الطبيعية، والفضاء المفتوح، والبنية التحتية بالتفصيل. المساحة الإيجابية، هي عادة بناء موقع للإنشاء في المستقبل، لا تمثل إلا كأحجام لم تحل بعد. وتمثل الأحجام مجموع حدود المبنى الممكنة، التي يمكن بعد ذلك استخدامها من قبل المهندسين المعماريين المختلفين.